# 东昌湖
东昌湖旧称护城河、环城湖，位于中华人民共和国山东省聊城市城区内的一个人工湖泊，系由原护城河的基础上扩建而成，由10个湖区和20个水面组成，总面积5平方公里，湖岸线长16公里，是中国北方最大的城内人工湖泊。
东昌湖始建于北宋熙宁三年（1070年），筑城墙及城堤时掘土成河。熙宁九年（1076年）重修护堤，河面扩大成湖。明清时期，湖水由京杭大运河调节。中华人民共和国成立后，进行了多次治理改造，并改由黄河经位山灌区二干渠补给，形成现在的规模。现东昌湖已成为聊城重要的风景名胜。